# Selecció femenina de futbol de la República Popular de la Xina
La Selecció femenina de futbol de la Xina (xinès simplificat: 中国国家女子足球队, pinyin: Zhōngguó Guójiā Nǚzǐ Zúqiú Duì, reconeguda com a China PR per la FIFA) representa la República Popular de la Xina a les competicions internacionals de futbol femení i està governada per l'Associació Xinesa de Futbol.
L'equip femení de la Xina va guanyar medalles de plata als Jocs Olímpics d'estiu de 1996 i a la Copa Mundial Femenina de la FIFA de 1999. També ha guanyat 9 títols a la Copa Asiàtica i 3 medalles d'or als Jocs Asiàtics.
Anomenades les Roses d'Acer, el xinés va ser un equip que va guanyar diversos títols internacionals als anys 90, durant la Generació daurada. L'equip va perdre una mica de ritme després del segle XXI, guanyant la seua última Copa Asiàtica de l'AFC el 2006. El 2023, l'equip va ser classificat com el 15è millor del món, i també va guanyar la Copa d'Àsia de l'AFC per novena vegada en la història, la primera des del 2006.

## Símbols
L'equip nacional de futbol femení de la Xina es coneix com Kengqiang meigui, les Roses d'acer.
Els seus colors són el roig i el groc, i el 2023, amb motiu de la Copa del Món del 2023, van lluir un uniforme amb un xiangyun.

### Entrenadores
- Cong Zheyu (1986–1988)
- Shang Ruihua (1988–1991)
- Ma Yuanan (1991–2001)
- Ma Liangxing (2002–2003)
- Zhang Haitao (2003–2004)
- Wang Haiming (2004–2005)
- Pei Encai (2005)
- Ma Liangxing (2005–2006)
- Wang Haiming (interina) (2007)
- Marika Domanski-Lyfors (2007)
- Élisabeth Loisel (2007–2008)
- Shang Ruihua (2008–2010)
- Li Xiaopeng (2011–2012)
- Hao Wei (2012–2015)
- Bruno Bini (2015–2017)
- Sigurður Ragnar Eyjólfsson (2017–2018)
- Jia Xiuquan (2018–2021)
- Shui Qingxia (2021–2023)

## Rècord competitiu

### Copa del Món Femenina de la FIFA
| 1991   | Quarts de final      | 4                    | 2                    | 1                    | 1                    | 10                   | 4                    | +6                   |
| 1995   | Quart lloc           | 6                    | 2                    | 2                    | 2                    | 11                   | 10                   | +1                   |
| 1999   | Subcampiones         | 6                    | 5                    | 1                    | 0                    | 19                   | 2                    | +17                  |
| 2003   | Quarts de final      | 4                    | 2                    | 1                    | 1                    | 3                    | 2                    | +1                   |
| 2007   | Quarts de final      | 4                    | 2                    | 0                    | 2                    | 5                    | 7                    | −2                   |
| 2011   | No es va qualificar  | No es va qualificar  | No es va qualificar  | No es va qualificar  | No es va qualificar  | No es va qualificar  | No es va qualificar  | No es va qualificar  |
| 2015   | Quarts de final      | 5                    | 2                    | 1                    | 2                    | 4                    | 4                    | 0                    |
| 2019   | Setzens de final     | 4                    | 1                    | 1                    | 2                    | 1                    | 3                    | −2                   |
| / 2023 | Qualificada          | Qualificada          | Qualificada          | Qualificada          | Qualificada          | Qualificada          | Qualificada          | Qualificada          |
| 2027   | Classifiació en curs | Classifiació en curs | Classifiació en curs | Classifiació en curs | Classifiació en curs | Classifiació en curs | Classifiació en curs | Classifiació en curs |
| Total  | 8/9                  | 33                   | 16                   | 7                    | 10                   | 53                   | 32                   | +21                  |

### Jocs olímpics
| 1996  | Subcampiones        | 5                   | 3                   | 1                   | 1                   | 11                  | 5                   | +6                  |
| 2000  | Fase de grups       | 3                   | 1                   | 1                   | 1                   | 5                   | 4                   | +1                  |
| 2004  | Fase de grups       | 2                   | 0                   | 1                   | 1                   | 1                   | 9                   | −8                  |
| 2008  | Quarts de final     | 4                   | 2                   | 1                   | 1                   | 5                   | 4                   | +1                  |
| 2012  | No es va qualificar | No es va qualificar | No es va qualificar | No es va qualificar | No es va qualificar | No es va qualificar | No es va qualificar | No es va qualificar |
| 2016  | Quarts de final     | 4                   | 1                   | 1                   | 2                   | 2                   | 4                   | −2                  |
| 2020  | Fase de grups       | 3                   | 0                   | 1                   | 2                   | 6                   | 17                  | −11                 |
| Total | 5/6                 | 21                  | 7                   | 6                   | 8                   | 30                  | 43                  | −13                 |

### Copa d'Àsia femenina de l'AFC
| Copa d'Àsia femenina de l'AFC | Copa d'Àsia femenina de l'AFC | Copa d'Àsia femenina de l'AFC | Copa d'Àsia femenina de l'AFC | Copa d'Àsia femenina de l'AFC | Copa d'Àsia femenina de l'AFC | Copa d'Àsia femenina de l'AFC | Copa d'Àsia femenina de l'AFC | Copa d'Àsia femenina de l'AFC | Copa d'Àsia femenina de l'AFC |
| Year                          | Resultat                      | M                             | W                             | D                             | L                             | GF                            | GA                            | GD                            |                               |
| ----------------------------- | ----------------------------- | ----------------------------- | ----------------------------- | ----------------------------- | ----------------------------- | ----------------------------- | ----------------------------- | ----------------------------- | ----------------------------- |
| 1975                          | Xina Taipei                   | Xina Taipei                   | Xina Taipei                   | Xina Taipei                   | Xina Taipei                   | Xina Taipei                   | Xina Taipei                   | Xina Taipei                   |                               |
| 1977                          | Xina Taipei                   | Xina Taipei                   | Xina Taipei                   | Xina Taipei                   | Xina Taipei                   | Xina Taipei                   | Xina Taipei                   | Xina Taipei                   |                               |
| 1980                          | Xina Taipei                   | Xina Taipei                   | Xina Taipei                   | Xina Taipei                   | Xina Taipei                   | Xina Taipei                   | Xina Taipei                   | Xina Taipei                   |                               |
| 1981                          | Xina Taipei                   | Xina Taipei                   | Xina Taipei                   | Xina Taipei                   | Xina Taipei                   | Xina Taipei                   | Xina Taipei                   | Xina Taipei                   |                               |
| 1983                          | Xina Taipei                   | Xina Taipei                   | Xina Taipei                   | Xina Taipei                   | Xina Taipei                   | Xina Taipei                   | Xina Taipei                   | Xina Taipei                   |                               |
| 1986                          | Campiones                     | 4                             | 4                             | 0                             | 0                             | 23                            | 0                             | +23                           |                               |
| 1989                          | Campiones                     | 5                             | 5                             | 0                             | 0                             | 16                            | 2                             | +14                           |                               |
| 1991                          | Campiones                     | 5                             | 5                             | 0                             | 0                             | 29                            | 1                             | +28                           |                               |
| 1993                          | Campiones                     | 5                             | 4                             | 1                             | 0                             | 20                            | 2                             | +18                           |                               |
| 1995                          | Campiones                     | 5                             | 5                             | 0                             | 0                             | 46                            | 0                             | +46                           |                               |
| 1997                          | Campiones                     | 5                             | 5                             | 0                             | 0                             | 39                            | 1                             | +38                           |                               |
| 1999                          | Campiones                     | 6                             | 6                             | 0                             | 0                             | 47                            | 2                             | +45                           |                               |
| 2001                          | Tercera posició               | 5                             | 4                             | 0                             | 1                             | 40                            | 3                             | +37                           |                               |
| 2003                          | Subcampiones                  | 5                             | 4                             | 0                             | 1                             | 33                            | 3                             | +30                           |                               |
| 2006                          | Campiones                     | 5                             | 3                             | 1                             | 1                             | 7                             | 3                             | +4                            |                               |
| 2008                          | Subcampiones                  | 5                             | 3                             | 0                             | 2                             | 10                            | 5                             | +5                            |                               |
| 2010                          | Quarta posició                | 5                             | 2                             | 1                             | 2                             | 6                             | 3                             | +3                            |                               |
| 2014                          | Tercera posició               | 5                             | 3                             | 1                             | 1                             | 13                            | 3                             | +10                           |                               |
| 2018                          | Tercera posició               | 5                             | 4                             | 0                             | 1                             | 19                            | 5                             | +14                           |                               |
| 2022                          | Campiones                     | 5                             | 4                             | 1                             | 0                             | 19                            | 5                             | +14                           |                               |
| Total                         | 15/19                         | 75                            | 61                            | 5                             | 9                             | 367                           | 38                            | +329                          |                               |

### Planter
Jugadores seleccionades per a la 2023 FIFA Women's World Cup. Wang Shanshan i Zhang Rui foren capitana i vicecapitana.

Els partits i els gols són correctes a data de l'11 d'abril de 2023, després del partit contra Espanya.

| \| Dorsal \| Posició \| Jugador \| Data de naixement/edat \| Partits \| Gols \| Club \| \| ------ \| ------- \| ------------- \| -------------------------------- \| ------- \| ---- \| ---------------------------------------- \| \| 1 \| GK \| Zhu Yu \| 23 de juliol de 1997 (27 anys) \| 10 \| 0 \| Shanghai Shengli \| \| 12 \| GK \| Xu Huan \| 6 de març de 1999 (26 anys) \| 4 \| 0 \| Jiangsu \| \| 22 \| GK \| Pan Hongyan \| 30 de desembre de 2004 (20 anys) \| 0 \| 0 \| Beijing \| \| 2 \| DF \| Li Mengwen \| 28 de març de 1995 (29 anys) \| 17 \| 0 \| Paris Saint-Germain \| \| 3 \| DF \| Dou Jiaxing \| 29 de febrer de 2000 (25 anys) \| 2 \| 0 \| Jiangsu \| \| 4 \| DF \| Wang Linlin \| 4 d'agost de 2000 (24 anys) \| 10 \| 1 \| Shanghai Shengli \| \| 5 \| DF \| Wu Haiyan \| 26 de febrer de 1993 (32 anys) \| 129 \| 3 \| Wuhan Jianghan University \| \| 8 \| DF \| Yao Wei \| 1 de setembre de 1997 (27 anys) \| 31 \| 3 \| Wuhan Jianghan University \| \| 15 \| DF \| Chen Qiaozhu \| 8 de setembre de 1999 (25 anys) \| 4 \| 0 \| Meizhou Huijun \| \| 23 \| DF \| Gao Chen \| 11 d'agost de 1992 (32 anys) \| 29 \| 0 \| Changchun Dazhong Zhuoyue \| \| 6 \| MF \| Zhang Xin \| 23 de maig de 1992 (32 anys) \| 31 \| 3 \| Shanghai Shengli \| \| 9 \| MF \| Shen Mengyu \| 19 d'agost de 2001 (23 anys) \| 0 \| 0 \| Celtic \| \| 10 \| MF \| Zhang Rui \| 17 de gener de 1989 (36 anys) \| 161 \| 24 \| Wuhan Jianghan University (vice-captain) \| \| 13 \| MF \| Yang Lina \| 13 d'abril de 1994 (30 anys) \| 29 \| 2 \| Levante Las Planas \| \| 16 \| MF \| Yao Lingwei \| 5 de desembre de 1995 (29 anys) \| 16 \| 0 \| Wuhan Jianghan University \| \| 17 \| MF \| Wu Chengshu \| 26 d'agost de 1996 (28 anys) \| 13 \| 1 \| Canberra United \| \| 19 \| MF \| Zhang Linyan \| 16 de gener de 2001 (24 anys) \| 14 \| 2 \| Grasshopper \| \| 21 \| MF \| Gu Yasha \| 28 de novembre de 1990 (34 anys) \| 121 \| 13 \| Wuhan Jianghan University \| \| 7 \| FW \| Wang Shuang \| 23 de gener de 1995 (30 anys) \| 116 \| 38 \| Racing Louisville \| \| 11 \| FW \| Wang Shanshan \| 27 de gener de 1990 (35 anys) \| 152 \| 58 \| Wuhan Jianghan University (captain) \| \| 14 \| FW \| Lou Jiahui \| 26 de maig de 1991 (33 anys) \| 111 \| 5 \| Wuhan Jianghan University \| \| 18 \| FW \| Tang Jiali \| 16 de març de 1995 (30 anys) \| 58 \| 12 \| Shanghai Shengli \| \| 20 \| FW \| Xiao Yuyi \| 10 de gener de 1996 (29 anys) \| 42 \| 7 \| Shanghai Shengli \| 1. 2. 3. 4. 5. 6. 7. 8. 9. |         |               |                        |         |      |                                          |
| Dorsal | Posició | Jugador       | Data de naixement/edat | Partits | Gols | Club                                     |
| 1 | GK      | Zhu Yu        | 23 de juliol de 1997   | 10      | 0    | Shanghai Shengli                         |
| 12 | GK      | Xu Huan       | 6 de març de 1999      | 4       | 0    | Jiangsu                                  |
| 22 | GK      | Pan Hongyan   | 30 de desembre de 2004 | 0       | 0    | Beijing                                  |
| 2 | DF      | Li Mengwen    | 28 de març de 1995     | 17      | 0    | Paris Saint-Germain                      |
| 3 | DF      | Dou Jiaxing   | 29 de febrer de 2000   | 2       | 0    | Jiangsu                                  |
| 4 | DF      | Wang Linlin   | 4 d'agost de 2000      | 10      | 1    | Shanghai Shengli                         |
| 5 | DF      | Wu Haiyan     | 26 de febrer de 1993   | 129     | 3    | Wuhan Jianghan University                |
| 8 | DF      | Yao Wei       | 1 de setembre de 1997  | 31      | 3    | Wuhan Jianghan University                |
| 15 | DF      | Chen Qiaozhu  | 8 de setembre de 1999  | 4       | 0    | Meizhou Huijun                           |
| 23 | DF      | Gao Chen      | 11 d'agost de 1992     | 29      | 0    | Changchun Dazhong Zhuoyue                |
| 6 | MF      | Zhang Xin     | 23 de maig de 1992     | 31      | 3    | Shanghai Shengli                         |
| 9 | MF      | Shen Mengyu   | 19 d'agost de 2001     | 0       | 0    | Celtic                                   |
| 10 | MF      | Zhang Rui     | 17 de gener de 1989    | 161     | 24   | Wuhan Jianghan University (vice-captain) |
| 13 | MF      | Yang Lina     | 13 d'abril de 1994     | 29      | 2    | Levante Las Planas                       |
| 16 | MF      | Yao Lingwei   | 5 de desembre de 1995  | 16      | 0    | Wuhan Jianghan University                |
| 17 | MF      | Wu Chengshu   | 26 d'agost de 1996     | 13      | 1    | Canberra United                          |
| 19 | MF      | Zhang Linyan  | 16 de gener de 2001    | 14      | 2    | Grasshopper                              |
| 21 | MF      | Gu Yasha      | 28 de novembre de 1990 | 121     | 13   | Wuhan Jianghan University                |
| 7 | FW      | Wang Shuang   | 23 de gener de 1995    | 116     | 38   | Racing Louisville                        |
| 11 | FW      | Wang Shanshan | 27 de gener de 1990    | 152     | 58   | Wuhan Jianghan University (captain)      |
| 14 | FW      | Lou Jiahui    | 26 de maig de 1991     | 111     | 5    | Wuhan Jianghan University                |
| 18 | FW      | Tang Jiali    | 16 de març de 1995     | 58      | 12   | Shanghai Shengli                         |
| 20 | FW      | Xiao Yuyi     | 10 de gener de 1996    | 42      | 7    | Shanghai Shengli                         |